# Rob Ronalds
Rob Ronalds (Amsterdam, 31 januari 1966) is een Nederlandse zanger die bekend werd door zijn vertolkingen van het Nederlandstalige levenslied.

## Biografie
Ronalds werd geboren in Amsterdam waar hij ook zijn jeugd doorbracht. Al als kind wilde hij graag zingen. Op zijn twintigste besloot hij dat te gaan doen. Hij nam deel aan verschillende talentenjachten en werd daarbij ook diverse keren winnaar. In 1992 deed Ronalds mee aan de Soundmixshow van Henny Huisman. Hierdoor kreeg hij zijn eerste bekendheid. Hij werkte sinds 1996 twee jaar bij Te Land, Ter Zee en in de Lucht als publieksentertainer en twee jaar bij Joop van den Ende. In 2000 begon zijn tv-carrière bij Ab Normaal en werd hij zanger van het Cooldown Café. Eind 2007 bracht hij de single Och was ik maar... uit, onder andere bekend van Johnny Hoes. Deze single werd een van zijn grootste successen tot nu toe met een 30e plaats in de Single Top 100.
Op 3 april 2020 meldde de Telegraaf dat Ronalds door de Oostenrijkse gezondheidsautoriteiten is aangewezen als "super-spreader" van het Coronavirus. Hij had in maart van dat jaar optredens in de populaire wintersportgebieden Sölden, Westendorf en Gerlos, Tirol.

## Discografie

### Albums
| Album met eventuele hitnotering(en) in de Nederlandse Album Top 100 | Datum van verschijnen | Datum van binnenkomst | Hoogste positie | Aantal weken | Opmerkingen   |
| ------------------------------------------------------------------- | --------------------- | --------------------- | --------------- | ------------ | ------------- |
| Het Beste Van                                                       | 2010                  | -                     | -               | -            | Verzamelalbum |

### Singles
| Single met eventuele hitnotering(en) in de Nederlandse Top 40 | Datum van verschijnen | Datum van binnenkomst | Hoogste positie | Aantal weken | Opmerkingen                                              |
| ------------------------------------------------------------- | --------------------- | --------------------- | --------------- | ------------ | -------------------------------------------------------- |
| Mariandel                                                     | 2002                  | -                     |                 |              | met Ab Normaal / #70 in de Single Top 100                |
| Kanjer                                                        | 2002                  | -                     |                 |              | #51 in de Single Top 100                                 |
| Ik hoef toch niet meteen te trouwen                           | 2004                  | -                     |                 |              | #79 in de Single Top 100                                 |
| Als je moet gaan                                              | 2005                  | -                     |                 |              | #88 in de Single Top 100                                 |
| Samen dansen                                                  | 2007                  | -                     |                 |              | #67 in de Single Top 100                                 |
| Voor een zoen                                                 | 2007                  | -                     |                 |              | #93 in de Single Top 100                                 |
| Och was ik maar...                                            | 2007                  | -                     |                 |              | #30 in de Single Top 100                                 |
| Haar rode lampie                                              | 2008                  | -                     |                 |              | #27 in de Single Top 100                                 |
| De heilsoldaat                                                | 2009                  | -                     |                 |              | #90 in de Single Top 100                                 |
| Meisjes van de nacht                                          | 2009                  | -                     |                 |              | #36 in de Single Top 100                                 |
| Hela hola! Tut hola                                           | 2010                  | -                     |                 |              | #61 in de Single Top 100                                 |
| Wij gaan voor niemand aan de kant                             | 2010                  | -                     |                 |              | #84 in de Single Top 100                                 |
| Op de camping                                                 | 2010                  | -                     |                 |              | #20 in de Single Top 100                                 |
| Palo palo bonito                                              | 2011                  | -                     |                 |              | met DJ Gerrit & Scotch / #65 in de Single Top 100        |
| Ons Frans is vrijgezel                                        | 2012                  | -                     |                 |              | met DJ Gerrit & Party DJ W / Nr. 70 in de Single Top 100 |
| Ome Bob                                                       | 2014                  | -                     |                 |              |                                                          |